# Свистунов, Александр Павлович
Александр Павлович Свистунов (14 (26) февраля 1830 — 4 августа 1919, Петроград) — начальник штаба Кавказского военного округа, начальник Терской области и наказной атаман Терского казачьего войска, командир 5-го армейского корпуса, генерал от артиллерии, генерал-адъютант.

## Биография

### Ранний период службы
Свистунов родился 14 февраля 1830 года и происходил из старинного дворянского рода Тверской губернии, известного с XVI века. Поступив в военную службу 10 апреля 1845 года, получил образование в Артиллерийском училище и был произведён в подпоручики 7 июня 1849 года, а по окончании Офицерских классов того же училища переведён в гвардейскую артиллерию с чином прапорщика (8 апреля 1851 года).
Произведённый 30 марта 1852 года в подпоручики, а 11 апреля 1854 года в поручики, Свистунов принял участие в Крымской войне 1853—1856 годов. С 1859 года его служба была тесно связана с генерал-фельдцейхмейстером русской армии великим князем Михаилом Николаевичем: с 6 марта 1859 года штабс-капитан гвардии (с 30 августа 1858 года) Свистунов состоял для особых поручений при штабе генерал-фельдцейхмейстера, с 8 июня 1859 года являлся старшим адъютантом того же штаба. Состоя с 1 августа 1860 года по 3 июля 1861 года действительным членом Временного артиллерийского комитета, он с 9 апреля 1861 года одновременно являлся адъютантом Михаила Николаевича по его званию генерал-фельдцейхмейстера и 17 апреля 1863 годы был произведён в полковники.
Принимал участие в кампании 1864 года на Кавказе. 8 октября 1864 года назначен начальником штаба войск Терской области, а 13 августа 1866 года — помощником начальника той же области, 8 ноября 1866 года произведён в генерал-майоры со старшинством на основании Манифеста 1762 года (впоследствии установлено с 19 февраля 1870 года). Когда в 1867 году по домашним обстоятельствам был вынужден оставить свой пост начальник штаба Кавказского военного округа генерал В. А. Лимановский, Свистунов был назначен начальником штаба округа и являлся ближайшим помощником главнокомандующего Кавказской армией великого князя Михаила Николаевича. 30 августа 1870 года был зачислен в Свиту.

### Проект реорганизации армии 1873 года
Пользуясь полной поддержкой со стороны великих князей Михаила Николаевича и его брата Николая Николаевича Старшего, Свистунов зимой 1872—1873 годов разработал проект преобразования армии, включавший создание укрупнённых пехотных дивизий из 6 полков по 4 батальона и замену военно-окружной системы разделением всех войск на четыре армии. При обсуждении этого проекта, первоначально одобренного Александром II, военный министр Д. А. Милютин выступил категорически против него, 10 марта 1873 года заявив о своей отставке в случае его принятия; в своих воспоминаниях он дал резкую оценку Свистунова, называя его «сплетником и интриганом», проектируемую им организацию войск — «чудовищной», а действия сторонников проекта — «заговором против Военного министерства».
В результате секретных совещаний под председательством Александра II проект Свистунова был в целом отвергнут, но Д. А. Милютин пошёл на ряд уступок (четырёхбатальонный состав полков, восстановление должностей бригадных командиров, образование армейских корпусов).

### Служба на высших должностях
17 апреля 1875 года Свистунов был назначен начальником Терской области, командующим войсками в оной и наказным атаманом Терского казачьего войска, а 13 октября того же года был пожалован в генерал-адъютанты. В качестве начальника области руководил подавлением восстания горцев в 1877—1878 годах, 8 ноября 1877 года получил чин генерал-лейтенанта, был удостоен ордена Святого Владимира 2-й степени с мечами.
Придавал большое значение правильному устройству Кавказских минеральных вод, издав «Административный про-ект устройства Вод» (Пятигорск, 1879) и внёс в 1883 году проект, одобренный Государственным советом, «О временном порядке заведования Кавказскими минеральными водами» (ПСЗ-3, т. 3, № 1896), согласно которому они были переданы от частного арендатора в ведение Министерства государственных имуществ.
26 января 1883 года уволен от должности с оставлением генерал-адъютантом и по полевой конной артиллерии, в 1885 году награждён орденом Святого Александра Невского, а с 26 июля 1887 года по 9 апреля 1889 года занимал пост коменданта Варшавской крепости. 9 апреля 1889 года назначен командиром 5-го армейского корпуса, в том же году получил бриллиантовые знаки ордена Святого Александра Невского, в 1890 году — Высочайшую благодарность, в 1891 году был произведён в генералы от артиллерии (30 августа) и получил знак отличия за XL лет беспорочной службы.

### Конфликт с Ризенкампфом и отставка
Успешная карьера Свистунова прервалась в 1892 году. Острый конфликт с подчинённым, начальником 5-й кавалерийской дивизии генерал-лейтенантом Н. А. Ризенкампфом, закончился выяснением отношений с применением физической силы. Ризенкампф был судим за оскорбление начальника на словах и действием и 23 ноября 1892 года по Высочайшей конфирмации приговора исключён из службы без лишения чинов, но и Свистунов был вынужден 30 ноября выйти в отставку «по домашним обстоятельствам», хотя генерал-адъютанты увольнялись от службы в исключительных случаях.
Находясь в отставке, под инициалами «А. С.» издал книгу «Очерк восстания горцев Терской области в 1877 году» (СПб., 1896).
Скончался в Петрограде, похоронен на кладбище Александро-Невской лавры.

## Награды
За свою службу Свистунов был отмечен многими российскими и иностранными орденами, в их числе:
- Орден Святого Станислава 3-й степени (1857 год)
- Орден Святой Анны 3-й степени (1859 год)
- Орден Святого Станислава 2-й степени (1861 год)
- Орден Святого Владимира 4-й степени с мечами и бантом (1865 год)
- Орден Святой Анны 2-й степени (1865 год)
- Орден Святого Владимира 3-й степени (1869 год)
- Орден Святого Станислава 1-й степени (1871 год)
- Орден Святой Анны 1-й степени (1874 год)
- Орден Святого Владимира 2-й степени с мечами (1878 год)
- Орден Белого орла (1881 год)
- Орден Святого Александра Невского (13 июня 1885 года; бриллиантовые знаки этого ордена пожалованы 30 августа 1889 года). В списке здравствующих кавалеров ордена Святого Александра Невского на 1903 год[5].
- Знак отличия «За XL лет беспорочной службы» (30 августа 1891 года)

Иностранные:
- Командорский крест Ордена Церингенского льва (1863 год)
- Персидский Орден Льва и Солнца 2-й степени со звездой (1865 год)
- Турецкий Орден Меджидие 1-й степени (1871 год)
- Персидский Орден Льва и Солнца 1-й степени (1879 год)

## Общественное признание
Именем Свистунова была названа улица в городе Пятигорске (ныне улица Анисимова).